# 山本文博
山本 文博（やまもと ふみひろ、1955年8月26日 - ）は、愛媛県出身の元アマチュア野球選手（内野手）である。

## 人物・来歴
八幡浜高等学校では1972年秋季四国大会県予選決勝に進むが、今治西高の矢野隆司に完封負けを喫する。今治西高とともに秋季四国大会に出場するが、1回戦でエース植上健治を擁する高松商に大敗。翌1973年夏の甲子園県予選は準決勝で西条高に敗退。
駒澤大学に進学。東都大学野球リーグでは在学中6回の優勝を経験、1977年には春秋季リーグ連続で首位打者となり、両季ともベストナイン（二塁手）に選出されてリーグ連続優勝に貢献する。同年の第26回全日本大学野球選手権大会でも優勝を果たし、第6回日米大学野球選手権大会日本代表となった。大学同期にエースの尾藤福繁、三塁手の渡部一治、1年下に遊撃手の石毛宏典がいた。
卒業後は社会人野球の北海道拓殖銀行に入社。1978年の都市対抗に新日本製鐵室蘭に補強され、遊撃手として出場。準々決勝に進むが東芝の黒紙義弘に抑えられ敗退。この大会では若獅子賞を獲得した。同年の社会人野球日本選手権は決勝に進出、東京ガスのエース松沼博久の好投に苦しむが0-1で辛勝、初優勝を飾る。この大会では優秀選手賞を獲得した。同年のアマチュア野球世界選手権日本代表となり、社会人ベストナイン（遊撃手）にも選出される。その後も中心打者として活躍を続け、1987年の都市対抗では10年連続出場選手として表彰を受けた。
現役引退後は室蘭大谷高校、道都大学監督を歴任し、札幌国際大学で監督を務める。